# نازان کسال
نازان کسال (ترکی استانبولی: Nazan Kesal؛ زادهٔ ۲۸ مارس ۱۹۶۹) هنرپیشه اهل ترکیه است.
از فیلم‌هایی که وی در آن نقش داشته‌است، می‌توان به اوزاک، اقلیم‌ها و فیلم سینمایی دلیبال اشاره کرد. 
سریال ها: روزگارانی در چوکوروا .  کودک. فضیلت خانم و دخترانش . حلقه